# モザンビーク独立同盟
モザンビーク独立同盟（モザンビークどくりつどうめい、ポルトガル語:  Aliança Independente de Moçambique、英語: Independent Alliance of Mozambique）は、モザンビークの政党。

## 概要
2004年12月1日から2日にかけて行われたモザンビーク議会総選挙で、モザンビーク独立同盟が参加したモザンビーク民族抵抗運動・選挙連合は29.7パーセントを獲得し、250議席中、90議席を獲得した。大統領選挙では大統領候補アフォンソ・ドラカマ（モザンビーク民族抵抗運動党首）は、31.7パーセントを獲得した。